# Hemipachnobia monochromatea
Hemipachnobia monochromatea är en fjärilsart som beskrevs av Morrison 1874. Hemipachnobia monochromatea ingår i släktet Hemipachnobia och familjen nattflyn. Inga underarter finns listade i Catalogue of Life.